# Москвич-2142
Москвич-2142 — планировавшийся советский легковой автомобиль, первый переднеприводный седан Автомобильного завода имени Ленинского комсомола, разработка которого завершилась к 1990 году, а запуск в серийное производство планировался в 1992 году. Создан на замену кузову МЗМА-408 (412) и конкретно модели АЗЛК-2140. Представляет собой IV поколение автомобилей производства АЗЛК, относится к семейству моделей АЗЛК-2141/2142/2335.
В силу планов поменявшегося руководства, автомобиль собирался побочно, в продажу поступал неофициально, мелкими партиями, и является редкой моделью. Вместо запланированного автомобиля, в 1997—2002 годах мелкосерийно выпускались две длиннобазные модификации данной модели: базовая «Князь Владимир» и люксовая «Иван Калита». Также были созданы укороченные двухместные модификации «Дуэт» и «Дуэт-2», их тираж также был ограничен.

## История
Как известно, европейская мода на кузов типа хетчбэк в 1970-х — 1980-х годах захватила все автомобильные заводы, занимающиеся производством легковых автомобилей малых классов: АЗЛК, ВАЗ, «Иж» и ЗАЗ. После разработки нового «Москвича» в кузове хетчбэк, инженерам АЗЛК была поручена работа над кузовом седан. Создание седана в разное время с созданием хетчбэка сопровождалось определёнными сложностями.
При конструировании кузова седан, он получил отличное от хетчбэка оформление задней части, вертикальные задние фонари, в чём можно увидеть дизайнерскую отсылку к моделям «Москвич-402» и «Москвич-408» (до 1969 г. в.), другие бамперы, немного видоизменённый капот, другую решётку радиатора и другую «торпедо».

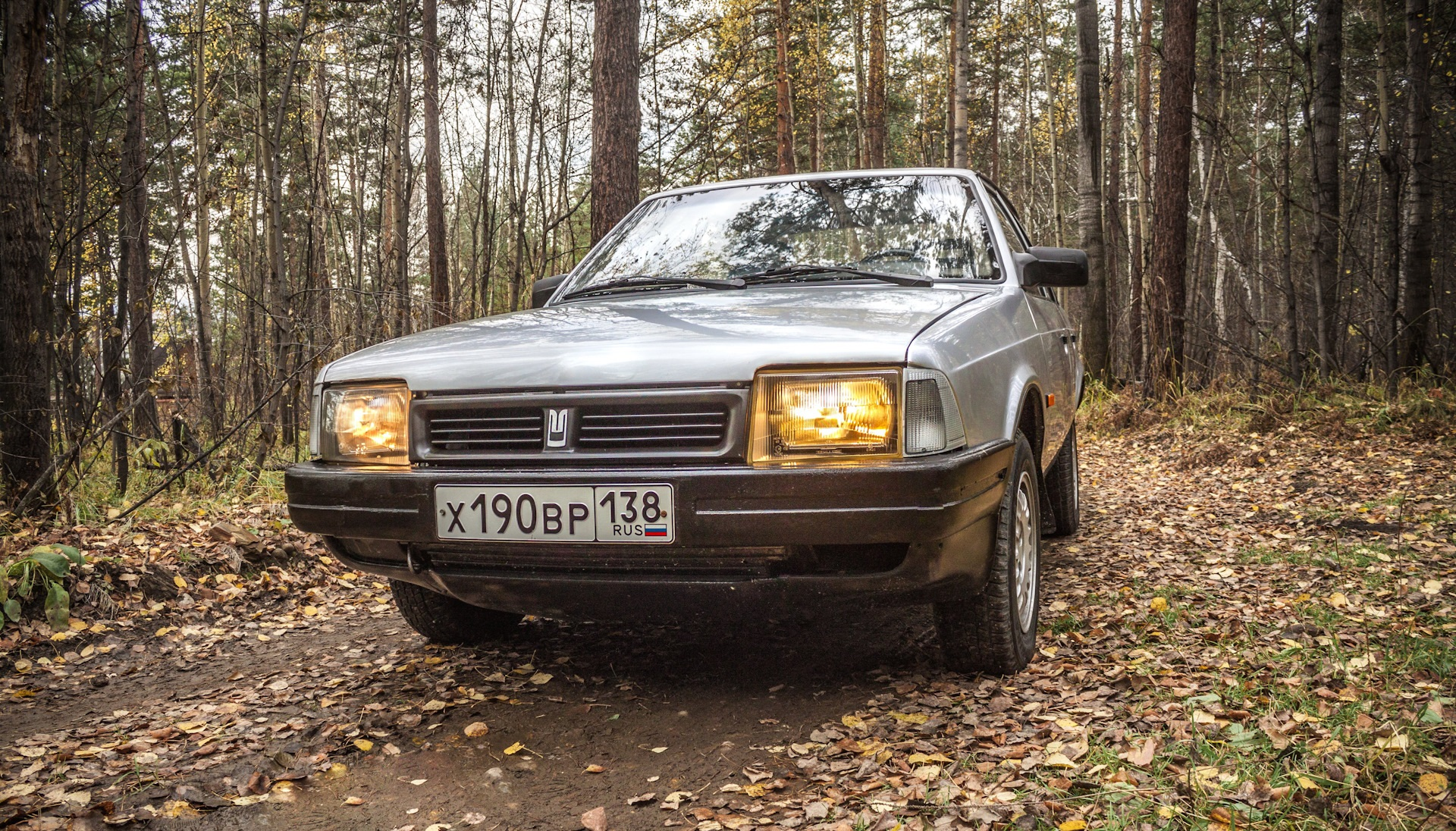
Передний бампер с высоко расположенной площадкой для госномера

Позже, в ходе экспериментирования над экстерьером в 1990 годах, площадка для госномера на переднем бампере была перенесена выше, появилась иная решётка радиатора с рамкой и центральной поперечиной для эмблемы завода, а также были обесцвечены пластмассовые оранжевые корпуса передних указателей поворота. После, эти решения, за исключением последнего, были применены и для модели «2141». Именно в таком виде «2142» собиралась с 1996 года. Это было не единственное «перелицовывание»: с появлением в 1997 году модификации «Князь Владимир», которая отличалась новой облицовкой, некоторые экземпляры «2142» также были укомплектованы ей.
До 1996 года кузова «2142» создавались в УКЭР (управлении конструкторских и экспериментальных работ) АЗЛК. Большинство экземпляров, собранных из них, являются экспериментальными, носителями различных агрегатов, а также выставочными образцами. Впоследствии выкупались работниками завода для личного пользования.
По технической части экспериментальные образцы «2142» 1980х годов имели следующие новшества, отличавшие их от серийных экземпляров «Москвич-2141»: усовершенствованные переднюю и заднюю подвески, вентилируемые передние дисковые тормоза и электронную панель измерительных приборов. Это связано с тем, что эта модель также использовалась для пробы новых решений и технологий, которые могли бы применяться в существующих и будущих современных моделях: Яуза-2143, Арбат-2139, АЗЛК-3733. Но самым значимым отличием стала установка двигателей поколения АЗЛК-214xx. С началом производства модели «2142» планировалось начать оснащение этого и будущего поколений автомобилей АЗЛК новыми двигателями собственного производства, что не получилось сделать к началу выпуска хетчбэка, давшего старт IV поколению автомобилей АЗЛК (из-за чего «2141» вынужденно оснащалась модификациями устаревших двигателей предыдущих поколений ВАЗ-2101 (с 1986) и УЗАМ-412 (с 1988)). Это:
- АЗЛК-21414 — бензиновый, рядный, 4-цилиндровый, 8-клапанный, объёмом 1.8 л, карбюраторный, мощностью 95 л. с.
- АЗЛК-21423 — дизельный, рядный, 4-цилиндровый, 8-клапанный, объёмом 1.9 л, мощностью 65 л. с. (вариант с турбонаддувом — 85 л. с.)
- АЗЛК-21415 — бензиновый, рядный, 4-цилиндровый, 8-клапанный, объёмом 1.8 л, инжекторный, мощностью 105 л. с.
- АЗЛК-21416 — бензиновый, рядный, 4-цилиндровый, 16-клапанный, объёмом 1.8 л, инжекторный, мощностью 125 л. с.
- АЗЛК-21413 — дизельный, рядный, 4-цилиндровый, 8-клапанный, объёмом 1.8 л, мощностью 62 л. с. (вариант с турбонаддувом — 82 л. с.)

Впервые ДВС моделей «21414» и «21423» были представлены широкой публике на ВДНХ в 1987 году — через год после начала их испытаний в автомобилях. Одним из новшеств, отличающих эти принципиально новые двигатели от ДВС поколения УЗАМ-412 и предыдущих, является ремённый привод ГРМ. А особенностью — тонкие стенки между цилиндрами при очень жёсткой отливке чугуна (что сделало эти моторы компактнее относительно других аналогов). Бензиновые и дизельные варианты широко унифицированы между собой. В том же году началось возведение цеха по производству двигателей.
В 1990 году возведение цеха было почти завершено, и он уже начал производить пробные, практически серийные образцы этих ДВС. В некоторых собранных предсерийных экземплярах седана были установлены пробные образцы «21414» и «21415». Но так как в 1990-х годах цех был разобран, больше этих моторов произведено не было, и новые автомобили этого завода так и не получили собственные, положенные им современные двигатели, соответственно — должных качеств. Это вынужденное обстоятельство невыгодно отличало IV поколение автомобилей АЗЛК от его ровесников, производства ВАЗ («Лада Спутник») и ЗАЗ («Таврия»), которые получили современные, собственные двигатели (поколений ВАЗ-2108 и МеМЗ-245 соответственно).
Также, в 1990 году была представлена полноприводная версия «седана» — «Москвич-21426» (наряду с экспериментальным полноприводным хетчбэком «Москвич-21416 SE», выпущенным в 1987 году) и изготовлен экспериментальный экземпляр с типом кузова универсал, на основе кузова хетчбэк и некоторых деталей седана (не путать с созданным югославской фирмой «Прогресс» кузовом универсал). Модель «Москвич-21426» была выпущена в количестве 6 экземпляров.

## Выпуск
Из-за отказа на выделение средств для разработок во второй половине 1980 годов и, как следствие, затянувшихся подготовительных работ, связанных в том числе со строительством моторного корпуса на территории АЗЛК — для серийного производства новых двигателей, производство этой модели должно было начаться с некоторым опозданием. На этом этапе судьба всех первых советских переднеприводных седанов (ВАЗ-21099, «Москвич 2142» и ЗАЗ-1103) была приблизительно одинаковой. Но это было не особо важной проблемой, так как в то же самое время на заводе велись работы над следующей моделью: АЗЛК-2143 «Яуза» — заготовкой для 2000 годов, олицетворяющей собой видение головной модели уже следующего, нового поколения автомобилей производства АЗЛК. Которая изначально была выполнена в привычном типе кузова седан. Но из-за последствий распада СССР, серийный выпуск «2142», наряду с разработками моделей следующего поколения: АЗЛК-2143 «Яуза», АЗЛК-2139 «Арбат», АЗЛК-3733, был и вовсе отменён. Для облегчения кризисной ситуации, в которую попал АЗЛК (переименованный к тому времени в «Москвич»), в середине 1990 годов было принято решение о сборке автомобилей АЗЛК-2142 из уже изготовленных комплектующих и дальнейшей их продаже. В 1996 году была изготовлена последняя, седьмая, самая многочисленная партия из 10 кузовов, на основе которых периодически, вплоть до 2002 года собирались, не совсем надлежащим образом, эти автомобили. На сегодняшний день эта модель представлена сохранившимися и восстановленными экземплярами, которые собирались с 1996 по 2002 год из комплектующих, произведённых в разные годы и, возможно, опытными образцами или их составляющими, созданными при работе над автомобилем в 1980-х, начале 1990 годов.
На данном (IV) поколении история развития легковых автомобилей МЗМА/АЗЛК прервалась.

## Модификации, созданные в период АО«Москвич»(1997): 1992—2002 гг
Управленцы 1990-х годов не желали заниматься производством стандартного кузова типа седан, созданием модели(ей) нового, пятого поколения (2143) и спасением производства их двигателей. Вместо этого образовавшееся руководство завода решило создавать различные несерьёзные и несуразные модификации кузовов седан и хетчбэк существующего, последнего на тот момент, IV поколения, что к тому же, в конечном счёте, неоправданно удорожало продукт — это нанесло «решающий удар» по АЗЛК. К концу 1990-х годов были созданы удлинённые и укороченные кузова моделей «2142» и «2141».

### «Князь Владимир»

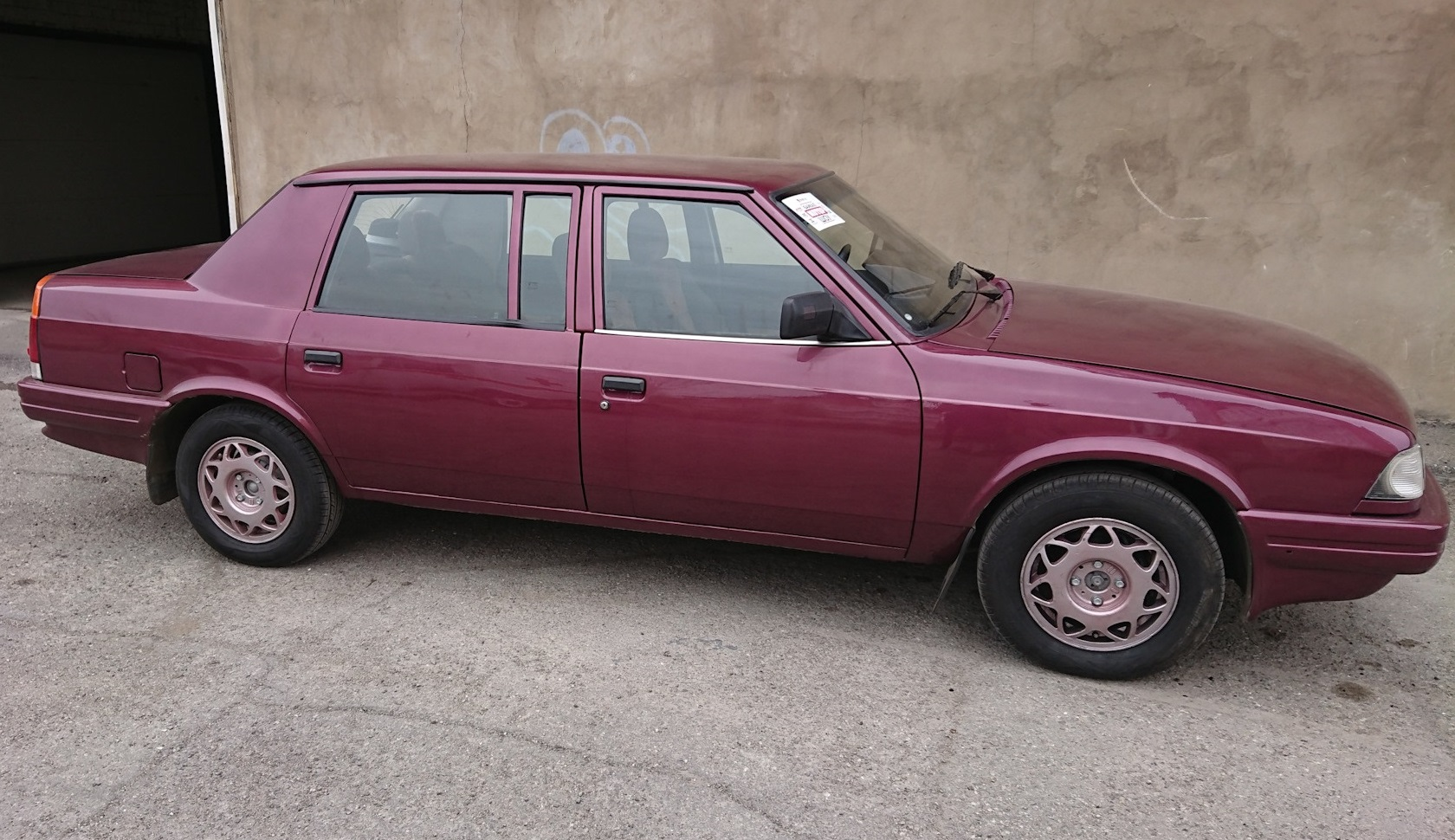
«Князь Владимир». Для упрочнения кузова в задние двери вставлена дополнительная балка.

Князь Владимир-2142 — модификация с удлинёнными колёсной базой и кузовом.
От стандартной модели этот автомобиль отличался в первую очередь удлинённым (на 200 мм) в средней части кузовом и, как следствие, увеличенным пространством пассажирского салона за передними сиденьями. По внешнему виду он отличался новой облицовкой с суженными решёткой радиатора и  фарами, по технической части — иностранным инжекторным двигателем Рено F3R, который устанавливался параллельно с ДВС УЗАМ-3317. Такие же изменения коснулись одной из модификаций «Москвич-2141» — «Юрий Долгорукий-2141».
На «Князя Владимира» была установлена передняя светотехника марки «Hella». Автомобиль выпускался только со вклеенным лобовым стеклом. В соответствии с новой концепцией он получил имя «Князь Владимир» и индекс «2142R5» («-V0», «-Y2-5», «-R7»). Он получил лонжероны, идущие по всей длине автомобиля.
Комфорту автомобиля способствовали устанавливаемые по желанию клиента электропакет, кондиционер и гидроусилитель рулевого управления фирмы ZF. Также «Князь Владимир» оснащался французскими двигателями «Renault F4R» и «F7R» и независимой подвеской с полным приводом. Правда, не серийно, а в единичных количествах. Ещё, в отличие от «Москвича 2141», автомобиль стал тише — его капот и щит моторного отсека были оклеены панелями шумоизоляции. Также этому способствовал устанавливаемый на автомобиль двигатель «Renault F3R».
Помимо версий с двигателем Renault были выпущены версии с двигателями УЗАМ («3317», «3318», «3320»), ВАЗ («2106» и «2130»).

#### Производство и продажи
Само производство данной модификации не отличалось технологичностью: для изготовления одного кузова использовалось 2 комплекта кузовных деталей от короткобазной модели. У машин первых партий были сварные крыши и внешние панели задних дверей. К концу выпуска появилась сплошная крыша, выпускавшаяся по обходной технологии и сплошные внешние панели дверей. До самого завершения сборки кузовов у «Князя Владимира» сохранялся сварной пол (в ногах задних пассажиров) из двух панелей пола от «2141»; короба, усилители и внешние пороги сваривались из двух комплектов от «2141/2142»; каркас задних дверей так же состоял из двух разрезанных и сваренных по месту задних дверей «2141».
На практике сборка кузова автомобиля происходила в 2 этапа: подсобирались отдельные элементы кузова «2142», спускались на 1-й этаж, где резались и сваривались вручную, затем кузов возвращался на конвейер для продолжения сборки.
С момента перезапуска завода и до первой половины 98 года произведено около 288 автомобилей, за вторую половину 98-го 157 шт., за первую половину 99-го 107 шт., за вторую половину 99-го 144 шт., за первую половину 2000-го 89 шт., за вторую половину 2000-го 345 шт., за весь 2001-й 177 шт. Всего произведено 1309 товарных автомобилей.

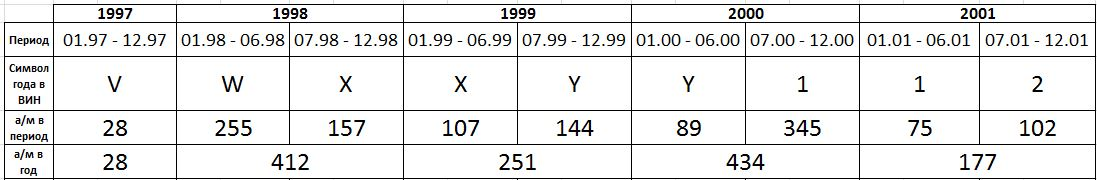
Производство автомобилей в кузове седан за весь период с 1997 по 2001 год

Заводчане пытались позиционировать автомобиль как служебный для руководителей среднего звена, однако его стоимость явно не соответствовала его потребительским качествам и автомобиль не пользовался спросом. Московская мэрия, являвшаяся на тот момент, по сути, основным акционером ОАО «Москвич», закупала автомобили до 2001 года и продвигала эту модель в государственные учреждения Москвы и Московской области, общественные организации и органы социальной защиты.
Начинавшийся выпускаться в 1997 году с моторами ВАЗ, достаточно быстро получил двигатель «F3R» и стал позиционироваться заводом как седан представительского класса в максимальной комплектации («2142R5», с двигателем «Рено», ГУР и кондиционер, люкс-салон), к завершению своего выпуска автомобиль претерпел множество изменений в сторону удешевления и был представлен даже в версиях с ручным управлением для распространения через органы соцзащиты. Последние автомобили комплектовались двигателями УЗАМ («3317», «3318» и «248»), самой простой отделкой салона и сидений: отсутствовал штатный пластик, заменённый на материю, отсутствовал потолок из трёх частей (заменён на натяжной, как в классических автомобилях), обшивка крышки багажника заменена на ткань и другое. На весь период выпуска сохранились только оригинальные бамперы, окрашенные в цвет кузова.

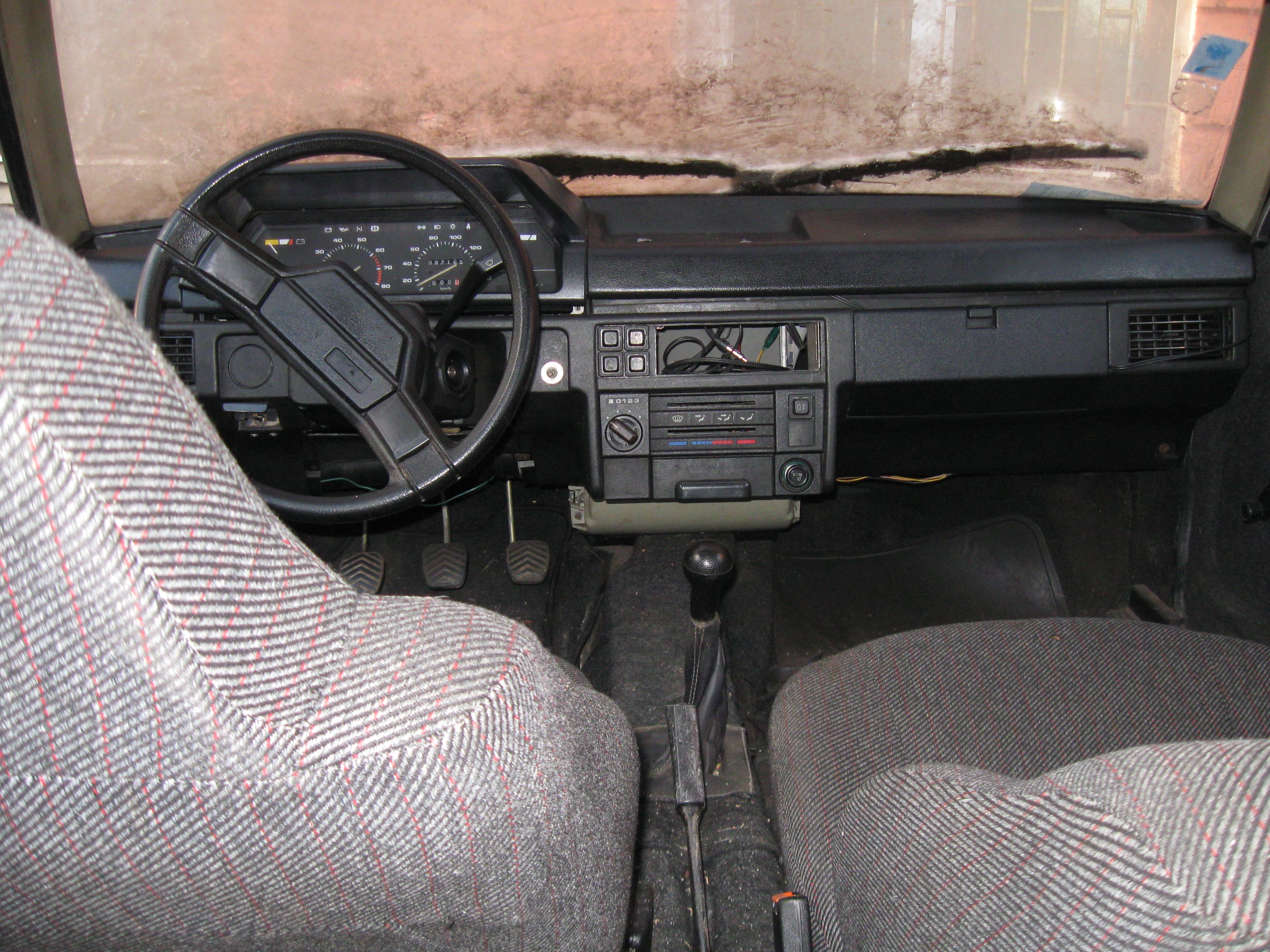
Салон автомобиля Князь Владимир 2001 года. Торпедо нового образца, салон в максимально дешёвом исполнении

### «Иван Калита»
Калита́-2142 (Иван Калита́-2142) — модификация с удлинёнными колёсной базой, кузовом и багажным отделением. Имеет иные переднюю часть, детали салона и «растянутые» багажник и корпуса задних фонарей. Выпускалась в передне- и полноприводном вариантах на заводе ОАО «Москвич» с 1998 года вплоть до остановки конвейера в 2001 году.
Автомобиль являлся модификацией, созданной, якобы, под нужды правительства Москвы. На зарисовках (эскизах), дизайнером был изображён планируемый автомобиль представительского назначения, что и попытались перенести на кузов имеющейся исходной модели «2142». То есть было применено паллиативное решение: так как кузов создавался не «с нуля», и основа изначально не была предназначена для таких задач — не соответствуя в первую очередь по габаритным характеристикам, внешность получившегося автомобиля оказалась неказистой, негармоничной. Что закономерно стало главной причиной краха предприятия: желание — вызванное низким уровнем профессионализма руководства данного предприятия 1990-х годов, производства представительского типа автомобилей на заводе, не располагающем соответствующими средствами и не имеющем соответствующего опыта (который изначально занимался выпуском массовых малолитражных автомобилей), повлекло за собой ожидаемые последствия. (В этом, ситуация на заводе «Москвич» отчасти схожа с ситуацией на ЗиЛ (бывшем ЗиС), которому во второй половине 1950-х годов было приказано выпускать легковые автомобили исключительно для руководства страны — и начиная с модели ЗиЛ-111, они перестали производиться на конвейере.) Этими автомобилями вынужденно завершается история МЗМА (АЗЛК, АО «Москвич»).
Так же, как и укороченный «Дуэт-2142» (также существовал ещё и «Дуэт2», созданный на базе модели «Князь Владимир»), изготавливался штучно, так как массового спроса не имел. Дуэты стоили существенно дешевле Калиты. Базовый Дуэт не сильно отличался по цене от массового Святогора.
Автомобили Иван Калита и Дуэт 2 являются экспонатами Музейного комплекса УГМК (Свердловская область, г. Верхняя Пышма).

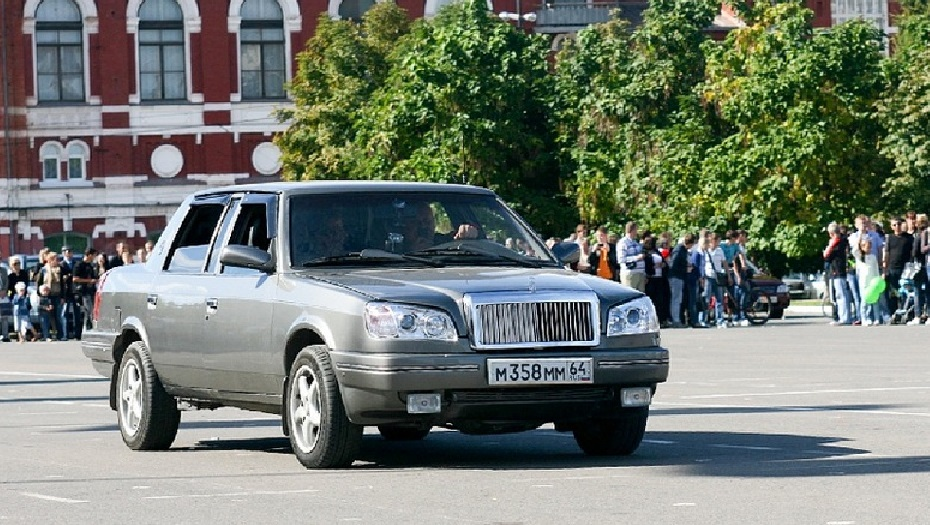
«Иван Калита» — вид спереди
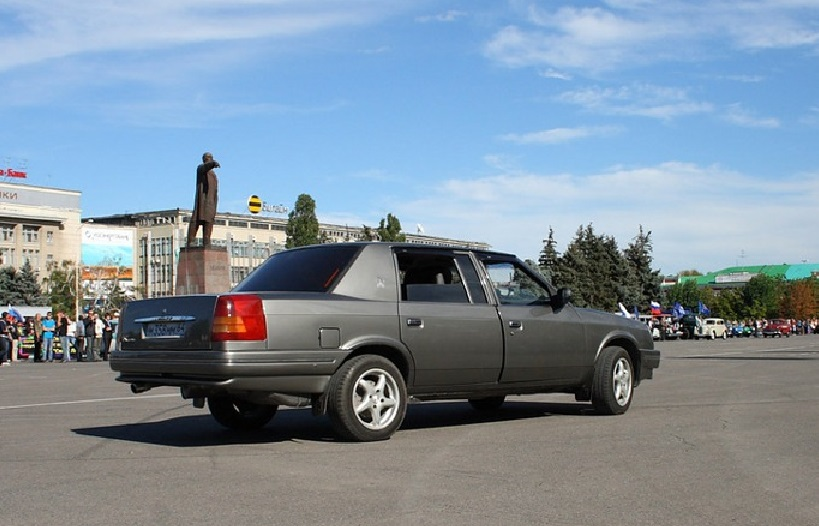
«Иван Калита» — вид сзади
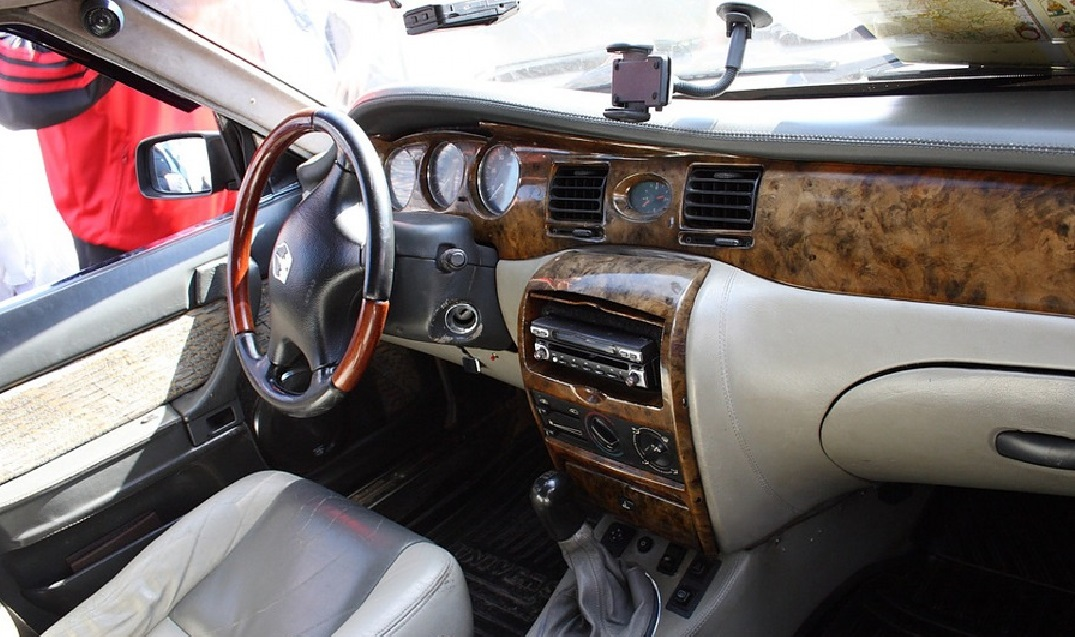
Панель приборов «Ивана Калиты»

### «Дуэт»/«Дуэт2»
Дуэт-2142 — модификация с укороченными колёсной базой и кузовом, с двумя посадочными местами. Имеет две удлинённые двери. Комплектовалась теми же передней частью кузова и интерьером, что «Иван Калита».

## Галерея

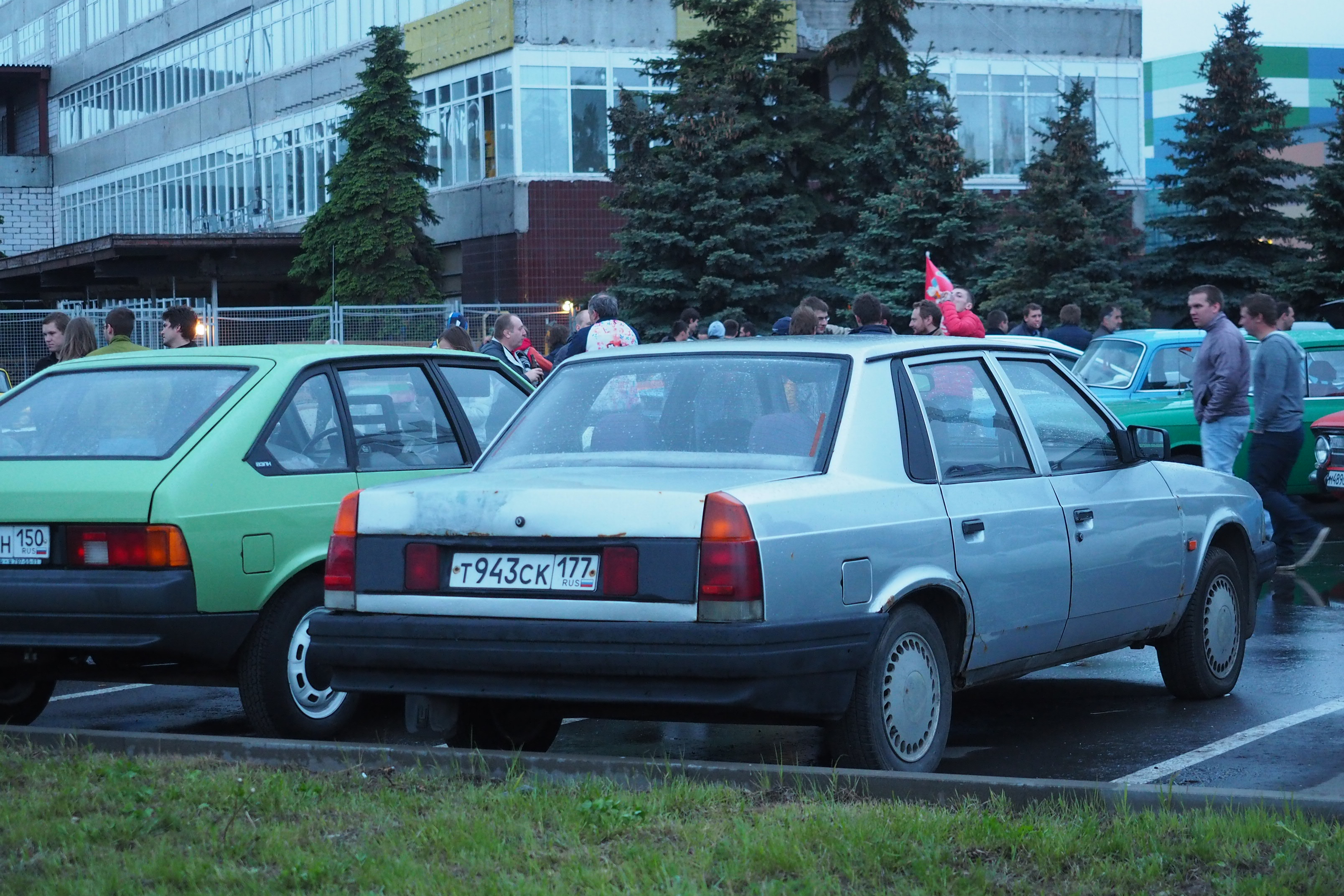
Вид сзади, справа. Рядом с Москвичом-2141
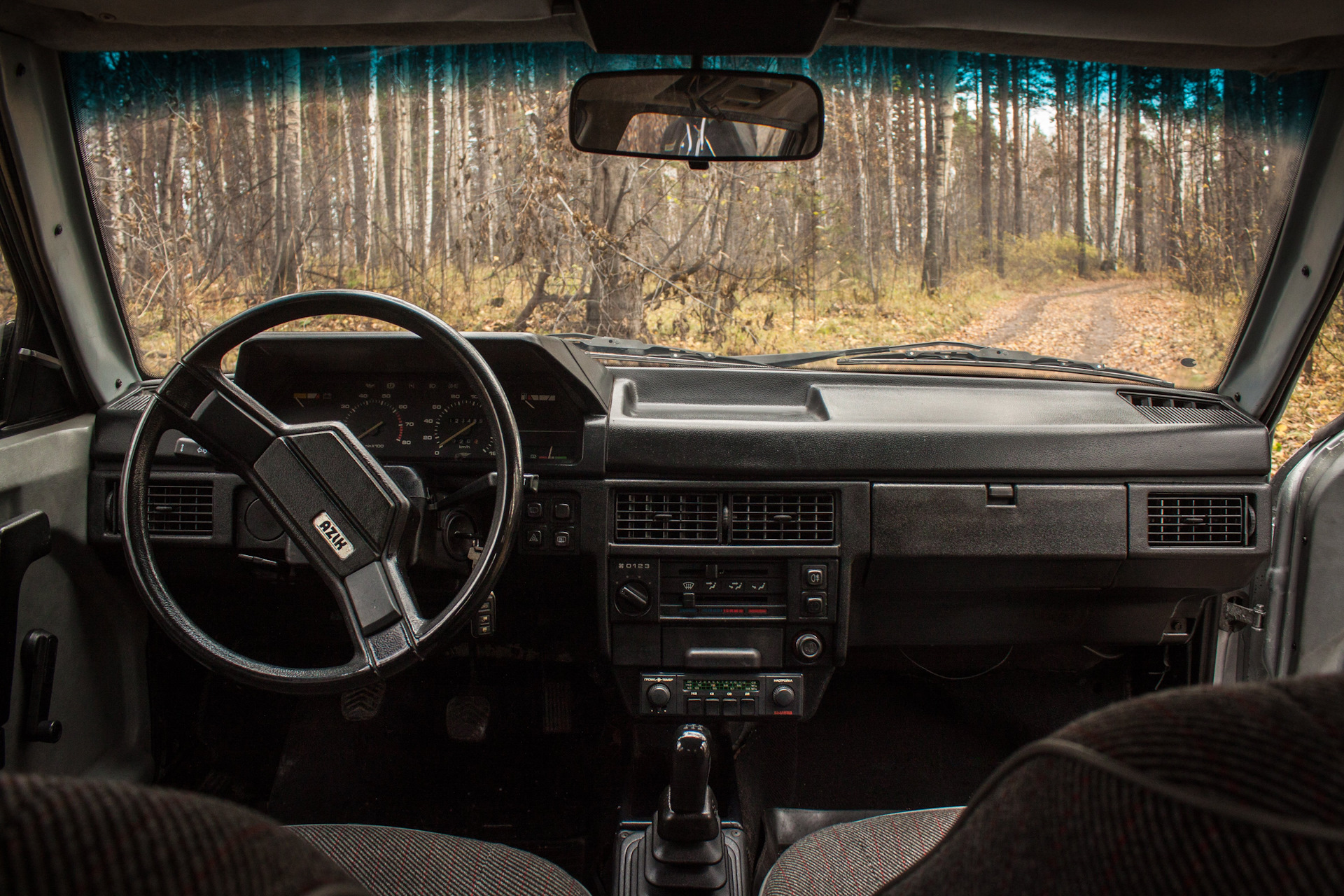
Панель приборов
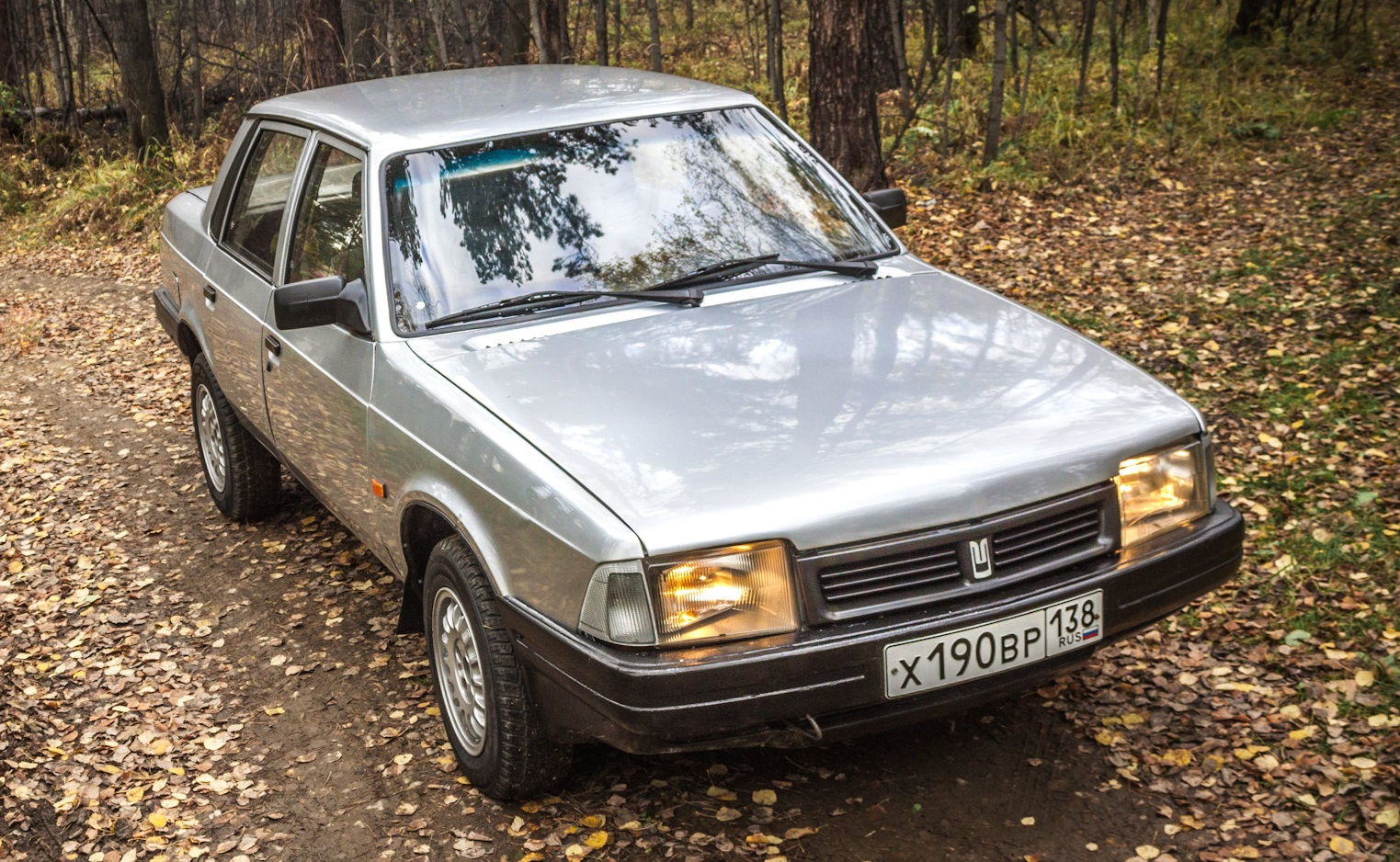
Восстановленный экземпляр, 2019 год
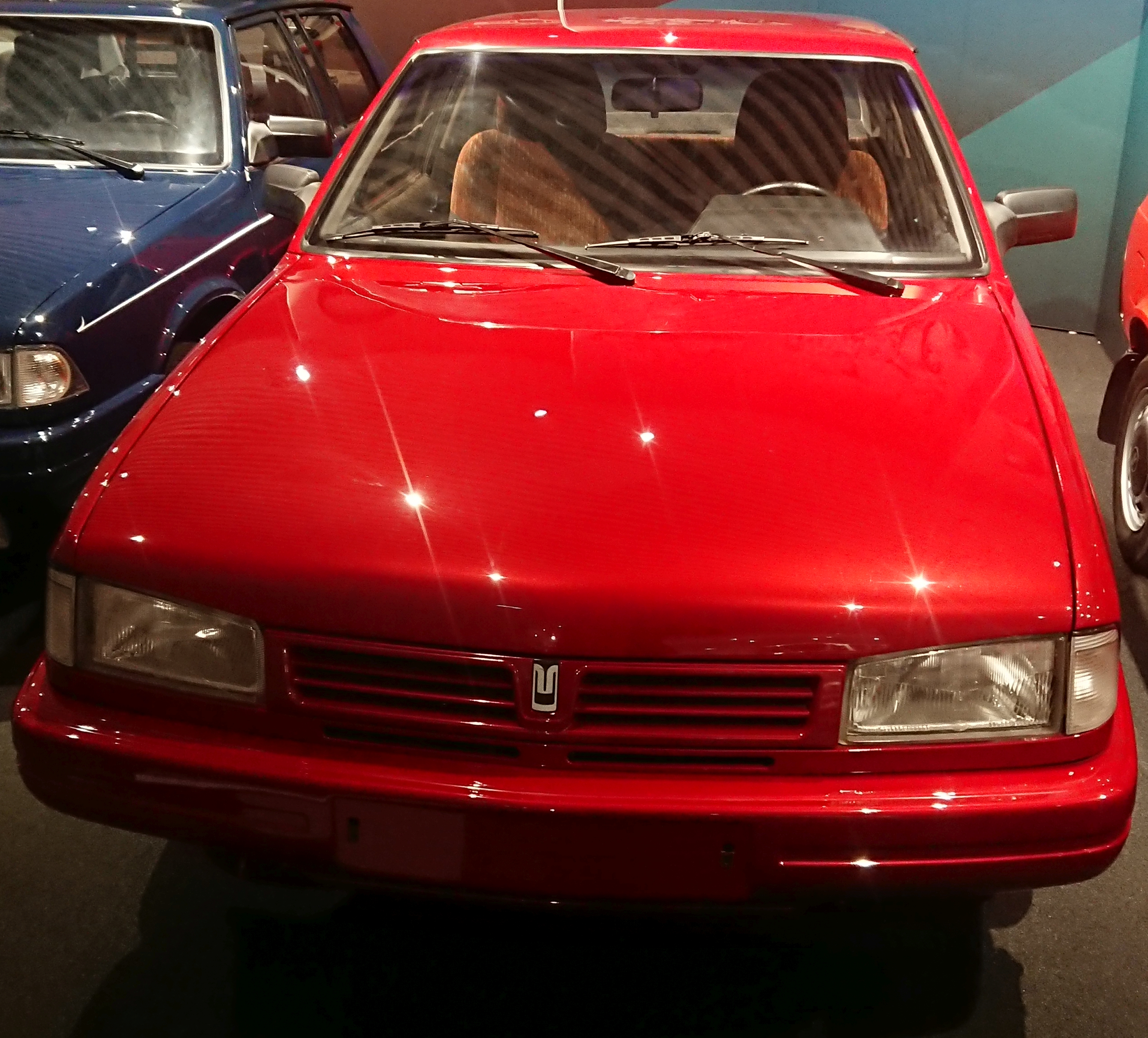
«Дуэт2» ― в экспозиции Музейного комплекса УГМК (г. Верхняя Пышма)